# 오타케 유신
오타케 유신(일본어: 大竹 優心, 2005년 7월 17일~)는 일본의 축구 선수이다.

## 구단 경력
그는 2024년 J1리그의 알비렉스 니가타에 입단했다. 2024년 J3리그의 YSCC 요코하마로 임대 이적했다. 2025년 알비렉스 니가타로 복귀했다.